# Andowiak szarobrzuchy
Andowiak szarobrzuchy (Thomasomys cinereiventer) – gatunek ssaka z podrodziny bawełniaków (Sigmodontinae) w obrębie rodziny chomikowatych (Cricetidae).

## Zasięg występowania
Andowiak szarobrzuchy występuje endemicznie w zachodnich Andach w Kolumbii.

## Taksonomia
Gatunek po raz pierwszy zgodnie z zasadami nazewnictwa binominalnego opisał w 1912 roku amerykański zoolog Joel Asaph Allen nadając mu nazwę Thomasomys cinereiventer. Holotyp pochodził z grzbietu zachodnich Andów, na wysokości 10 340 ft (3152 m), 40 mi (64 km) na zachód od Popayán, w departamencie Cauca, w Kolumbii. 
Autorzy Illustrated Checklist of the Mammals of the World uznają ten takson za gatunek monotypowy.

### Etymologia
- Thomasomys: Oldfield Thomas (1858–1929), brytyjski zoolog, teriolog; gr. μυς mus, μυος muos „mysz”[7].
- cinereiventer: łac. cinereus „popielatoszary”, od cinis, cineris „popioły, prochy”[8]; venter, ventris „brzuch”[9].

## Morfologia
Długość ciała (bez ogona) 126–161 mm, długość ogona 144–172 mm, długość tylnej stopy 34–36 mm; brak danych dotyczących masy ciała. 

## Siedlisko
Występuje na wysokości między 2000 a 3500 m n.p.m.. Zamieszkuje las mglisty.

## Populacja
Populacja jest malejąca.

## Zagrożenia
Główne zagrożenia to wylesianie, fragmentacja siedliska, i rolnictwo.